# إطلاق النار على جاستين داموند
في 15 يوليو 2017، جاستين روستشيك المعروفة ايضاً بـ جاستين داموند، هي امرأة أسترالية أمريكيه تبلغ من العمر 40 عاماً، قتلت على يد محمد نور، ضابط شرطة أمريكي صومالي من قسم شرطة مينيابوليس، بعد أن اتصلت ب 911 للإبلاغ عن اعتداء محتمل على امرأة في زقاق خلف منزلها. تم القبض على نور في النهاية ووجهت له تهم القتل الخطأ من الدرجة الثانية والقتل من الدرجة الثالثة في أعقاب التحقيق الذي استمر لثمانية أشهر من قبل مكتب منيسوتا للاعتقال الجنائي ومكتب محامي مقاطعة هينيبين. في إبريل 2019 أدين نور بجريمتي القتل العمد من الدرجة الثالثة والقتل الخطأ، لكنه بُرئ من تهمة القتل العمد من الدرجة الثانية. في يونيو 2019، حكم على نور بالسجن 12 عاما ونصف. رفعت عائلة داموند دعوى مدينة ضد مدينة مينيابوليس بدعوي انتهاك الحقوق المدنية لداموند؛ والتي سوتها المدينة مقابل 20 مليون دولار؛ واحدة من أكبر التسويات علي الإطلاق التي تنطوي على جرائم قتل من قبل الشرطة.
وقد حدثت بعد أسابيع من التبرئة في محاكمة القتل الخطأ البارزة في حادث إطلاق النار علي فيلاندو كاستيل عام 2016 من قبل الشرطة، أيضا في من منطقة منيابولس سانت بول؛ وأدي إطلاق النار إلى تفاقم التوترات القائمة وجذب الصحافة الوطنية والدولية.